# Taco árabe
Los tacos árabes son una variedad de tacos típicos de la gastronomía del estado de Puebla, en el centro de México, que tienen su origen en la inmigración árabe en el país. El taco árabe consiste en un pan plano de trigo enrollado y relleno de carne de puerco, condimentada con perejil, comino, orégano y otras especias, y cocinada ensartada en un trompo, que es un asador vertical que va volteando la carne. Idealmente, se usa cabeza de lomo, que es la pieza más suave y jugosa del puerco.
Originalmente, se elaboraba con carne de cordero, ya que los árabes no consumen carne de puerco, pero al ser una carne más cara, se sustituyó por la de puerco, que además gusta más al paladar de los poblanos. El taco al pastor es un derivado del taco árabe, y a diferencia del taco árabe, es popular más allá de Puebla. A su vez, el taco árabe es un derivado del kebab, fue traído por una familia de árabes caldeos procedentes de Irak (Tabe-Galiana), y hoy la receta se ha integrado totalmente en la cocina poblana.
La tortilla tiene su equivalente en la cocina árabe, con el llamado jubz (o pan árabe), que es similar a una tortilla de harina de trigo, en el sentido de que es plano y es de trigo. El puerco está marinado en especias. Generalmente, se acompaña de dos salsas: una salsa roja de chile chipotle y otra a base de yogur.

## Origen
Su origen está en Irak. Se atribuye erróneamente a inmigrantes libaneses debido a su parecido con el taco al pastor, que sí tiene origen libanés. Ambos son derivados del shawarma o kebab árabe, pero su condimentación es muy diferente, ya que el taco al pastor se come en tortilla de maíz, mientras que el taco árabe conserva el pan original del shawarma y nació en la ciudad de Puebla.
Dos familias árabes iraquíes, los Tabe y los Galiana, llegaron a Puebla y abrieron negocios en los que vendían comidas de su tierra de origen. Zayas Galeana Antar fue el que ideó transformar la receta del shawarma o kebab ensartando carne en un trompo vertical que rotaba e iba asando lentamente la carne. Zayas abrió su taquería en la calle 5 de Mayo (entre la 12 y la 14 Oriente). Su esposa, Esperanza Águila, preparó la salsa roja que hoy tradicionalmente acompaña a los tacos árabes. Cuando esta falleció, Zayas se casó entonces con Victoria Tabe, también de origen árabe. Su hijo, Andrés Galeana Merza, fundó Tacos Baghdad en 1933, empresa que hoy en día siguen llevando sus hijos. La taquería más antigua de Puebla, según Manuel Tabe, taquero nieto de Jorge Tabe Mena, es La Oriental del Portal Juárez 107, seguida de La Oriental 4 poniente 320 esq. 5 norte y Tacos Baghdad 2 poniente 311.

### Mediateca
- Neville, Morgan; Schmidt, Eddie (25 de marzo de 2022). «Ugly Delicious – Temporada 1, capítulo 2: "Tacos"». Netflix. (54:43 min). Consultado el 25 de marzo de 2022.
- Oliva Miranda, Roberto (8 de marzo de 2018). «Tacos Bagdad: Historia con Sabor - BlaBlaBlah #81». YouTube. Revista Puebla Dos22 (3:12 min). Consultado el 25 de marzo de 2022.
- Muñoz, Mariano (11 de diciembre de 2018). «Documental: La historia del taco árabe». YouTube. La Jungla de Mariano (15:47 min). Consultado el 15 de julio de 2022.

- Datos: Q111365597